# Hydrellia penicilli
Hydrellia penicilli är en tvåvingeart som beskrevs av Cresson 1944. Hydrellia penicilli ingår i släktet Hydrellia och familjen vattenflugor. Inga underarter finns listade i Catalogue of Life.